# Jan Nepomucen Janowski
Jan Nepomucen Janowski (ur. 17 maja 1803 w Wygodzie k. Konopisk, zm. 5 lutego 1888 w Juvisy-sur-Orge, we Francji) – polski publicysta i działacz polityczny, wolnomularz.
W swych poglądach za najgroźniejszego wroga narodu uważał arystokrację, a w swych pracach konsekwentnie zwalczał jej polityczno-społeczne koncepcje.

## Życiorys
Urodził się jako syn chłopa Jana Janowskiego i Małgorzaty Trzepizur. W latach 1822–1823 studiował filozofię na Uniwersytecie Jagiellońskim, później prawo na Królewskim Uniwersytecie Warszawskim. W 1827 został magistrem prawa cywilnego i kanonicznego.
Następnie pracował w sądownictwie, skarbowości i Bibliotece Towarzystwa Przyjaciół Nauk. W 1831 urzędował w Komisji rządowej przychodów i skarbu. Na emigracji był sekretarzem i wiceprezesem Towarzystwa Patriotycznego, należał do założycieli Towarzystwa Demokratycznego Polskiego. Pisał artykuły do „Kuriera Polskiego”, „Nowej Polski” i „Demokraty Polskiego”.
Jakiś czas redagował „Gazetę Polską”. Napisał wiele artykułów, z których najważniejsze to „Margrabia Aleksander Wielopolski” (Paryż, 1861), „O początku demokracji polskiej...” (Paryż, 1862), „Les derniers moments de la révolution de Pologne en 1831...” (Paryż, 1833). Wydał „Krótki katechizm polityczny”.
Od 1835 współwydawca i redaktor „Przeglądu Dziejów Polski”. Od 1876 r. do śmierci tworzył Notatki autobiograficzne 1803–1853, które uważane są za cenne źródło dotyczące Towarzystwa Demokratycznego Polskiego.
Został pochowany na starym cmentarzu w Juvisy-sur-Orge.